# Jan August Vitásek

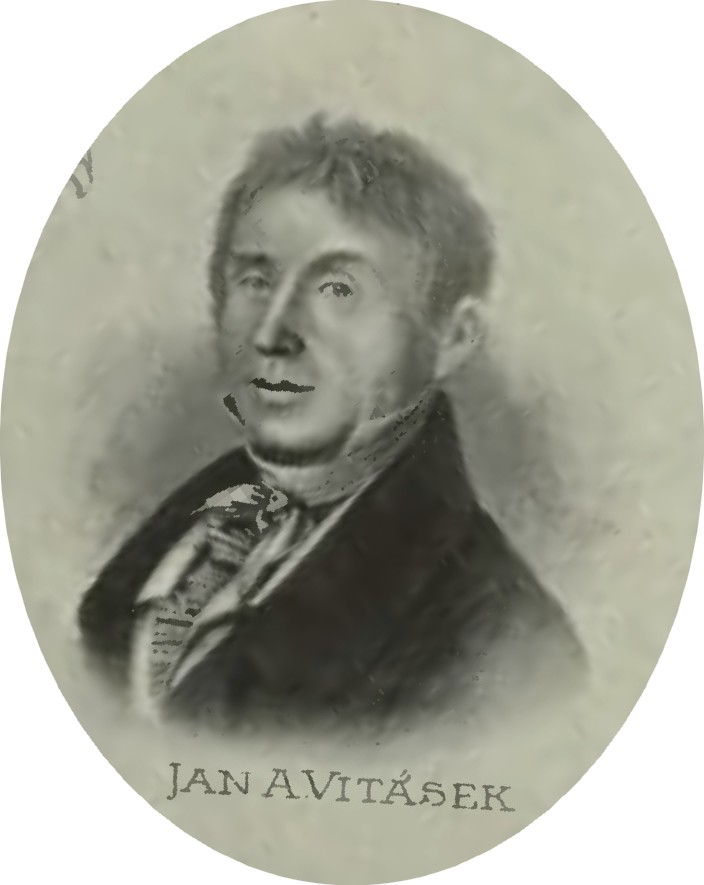
Jan August Vitásek

Jan Matyas Nepomuk August Vitásek (deutsch: Johann Nepomuk August Wittassek; * 20. Februar 1770 in Hořín bei Mělník; † 7. Dezember 1839 in Prag) war ein böhmischer Komponist und Pianist.

## Leben
Nach ersten musikalischen Unterweisungen bei seinem Vater studierte er ab 1786 Komposition in Prag und wirkte danach dort als Komponist und angesehener Pianist. Am 1. April 1814 übernahm der die Stelle als Domkapellmeister an St. Veit und war weiterhin auch als Direktor der Prager Orgelschule aktiv. Sein Ruf drang bis nach Wien, er lehnte jedoch die Stelle als Domkapellmeister am dortigen Stephansdom ab. Die Gesellschaft der Musikfreunde in Wien ernannte ihn 1837 zum Ehrenmitglied. Er war Anfang des 19. Jahrhunderts eine der führenden Personen im Musikleben Prags.

## Werke
Er schuf Orchesterwerke, Instrumentalkonzerte, Kammermusik, Klavierwerke und viele kleinere Kompositionen. Daneben liegen von ihm auch etliche kirchenmusikalische Kompositionen vor, darunter einige Messen und Requiem. Sein Stil war einfach und eingängig.